# Microtropis sumatrana
Microtropis sumatrana är en benvedsväxtart som beskrevs av Merrill. Microtropis sumatrana ingår i släktet Microtropis och familjen Celastraceae. Inga underarter finns listade.